# Marianna Bacinetti
Pour les articles homonymes, voir Florenzi.
La marquise Marianna Florenzi (née Bacinetti en 1802 à Ravenne et morte le 15 avril 1870 à Florence) est une aristocrate italienne qui fut traductrice de textes philosophiques et amie de Louis Ier de Bavière. Elle représentait l'idéal féminin d'une femme cultivée de son époque.

## Biographie
Fille du comte Giuseppe Bacinetti, originaire de Ravenne, Marianna Bacinetti épouse à l'âge de dix-sept ans à Pérouse le marquis Ettore Florenzi di Rasina, dont elle eut un fils, Ludovico, et une fille, Carlotta.
Elle est présentée au roi Louis Ier de Bavière au carnaval de 1821 et leur amitié se prolonge pendant quarante-cinq ans. Elle le rencontre une trentaine de fois, souvent à la villa La Colombella près de Pérouse ou au château d'Ascagnano. Environ trois mille lettres de la marquise au roi (et près de mille cinq-cents réponses) sont conservées. Cette correspondance se trouve aujourd'hui en partie à Pérouse à la Casa Silvestri, siège du surintendant des archives de la province de l'Ombrie. Le roi lui demande souvent son avis, même dans les affaires de l'État. 
Devenue veuve en 1832, la marquise épouse en 1836 à Florence, un aristocrate anglais, Evelyn Waddington.
Profondément cultivée et lectrice de textes philosophiques, Marianna Bacinetti est la première femme à étudier les sciences naturelles à l'université de Pérouse. Elle traduit la Monadologie de Leibniz de l'allemand en italien et répand en Italie les textes de Kant, Schilling et Spinoza. Elle est proche du mouvement pour l'unité italienne. Elle publie entre autres vers 1850 Alcune riflessioni sopra il socialismo e il comunismo (Quelques réflexions sur le socialisme et le communisme), mais certains de ses ouvrages sont mis à l'Index par le Vatican.
Heinrich Maria von Hess l'a portraitisée en 1824 et Joseph Karl Stieler en 1831 ; ce dernier portrait orne la galerie des Beautés que Louis met en place au château de Nymphenburg.
La famille Florenzi est aujourd'hui éteinte et la villa La Colombella est désormais un centre d'études dépendant de l'université de Pérouse.

## Source
- (de) Cet article est partiellement ou en totalité issu de l’article de Wikipédia en allemand intitulé « Marianna Marchesa Florenzi » (voir la liste des auteurs).